# Хаузер, Сэм (баскетболист)
Сэмуэль Дэвид Хаузер (англ. Samuel David Hauser; род. 8 декабря 1997, Грин-Бей, Висконсин) — американский профессиональный баскетболист, выступающий за клуб НБА «Бостон Селтикс». Играет на позициях лёгкого и тяжёлого форварда.

## Профессиональная карьера

### Бостон Селтикс (2021—настоящее время)
После того как Хаузер не был выбран на драфте НБА 2021 года он 13 августа 2021 года подписал двухсторонний контракт с клубом «Бостон Селтикс» и его фарм-клубом в Джи-Лиге «Мэн Селтикс». 20 ноября 2021 года Хаузер дебютировал в НБА в выигранном матче против «Оклахома-Сити Тандер». 11 февраля 2022 года с Хаузером подписали стандартный контракт НБА.
3 июля 2022 года Хаузер подписал трёхлетний контракт с «Селтикс» на 6 млн долларов.
7 апреля 2023 года Хаузер набрал рекордные для себя 26 очков в матче против «Торонто Рэпторс». В течение регулярного сезона 2023/2024 годов Хаузер совершал не менее пяти и более данков в восемнадцати матчах, получив прозвище «Слэм Хаузер» после победы над «Ютой Джаз» со счетом 126-97 5 января 2024 года.
17 марта 2024 года Хаузер набрал 30 очков, реализовав 10 трехочковых бросков в победе над «Вашингтон Уизардс» со счетом 130-104. Хаузер помог «Селтикс» выиграть финал НБА 2024 года, где они победили «Даллас Маверикс» в 5 матчах, реализовав 11 трехочковых бросков на протяжении всей серии.
21 июля 2024 года Хаузер подписал с «Бостоном» контракт на 4 года и 45 миллионов долларов.

## Статистика

### Статистика в НБА
| Сезон                                                                                    | Команда | Регулярный сезон | Регулярный сезон | Регулярный сезон | Регулярный сезон | Регулярный сезон | Регулярный сезон | Регулярный сезон | Регулярный сезон | Регулярный сезон | Регулярный сезон | Регулярный сезон | Серия плей-офф | Серия плей-офф | Серия плей-офф | Серия плей-офф | Серия плей-офф | Серия плей-офф | Серия плей-офф | Серия плей-офф | Серия плей-офф | Серия плей-офф | Серия плей-офф |
| Сезон                                                                                    | Команда | GP               | GS               | MPG              | FG%              | 3P%              | FT%              | RPG              | APG              | SPG              | BPG              | PPG              | GP             | GS             | MPG            | FG%            | 3P%            | FT%            | RPG            | APG            | SPG            | BPG            | PPG            |
| ---------------------------------------------------------------------------------------- | ------- | ---------------- | ---------------- | ---------------- | ---------------- | ---------------- | ---------------- | ---------------- | ---------------- | ---------------- | ---------------- | ---------------- | -------------- | -------------- | -------------- | -------------- | -------------- | -------------- | -------------- | -------------- | -------------- | -------------- | -------------- |
| 2021/22                                                                                  | Бостон  | 26               | 0                | 6,1              | 46,0             | 43,2             | -                | 1,1              | 0,4              | 0,0              | 0,1              | 2,5              | 7              | 0              | 2,1            | 25,0           | 33,3           | 100,0          | 0,1            | 0,3            | 0,0            | 0,0            | 0,7            |
| 2022/23                                                                                  | Бостон  | 80               | 8                | 16,1             | 45,5             | 41,8             | 70,6             | 2,6              | 0,9              | 0,4              | 0,3              | 6,4              | 15             | 0              | 6,9            | 34,5           | 33,3           | 100,0          | 1,1            | 0,3            | 0,1            | 0,1            | 2,0            |
| 2023/24                                                                                  | Бостон  | 79               | 13               | 22,0             | 44,6             | 42,4             | 89,5             | 3,5              | 1,0              | 0,5              | 0,3              | 9,0              | 19             | 0              | 14,9           | 42,9           | 38,0           | 100,0          | 2,2            | 0,6            | 0,3            | 0,2            | 5,4            |
| 2024/25                                                                                  | Бостон  | 71               | 19               | 21,7             | 45,1             | 41,6             | 100,0            | 3,2              | 0,9              | 0,6              | 0,2              | 8,5              | 8              | 0              | 13,5           | 41,7           | 33,3           | 100,0          | 1,5            | 0,5            | 0,1            | 0,1            | 3,5            |
|                                                                                          | Всего   | 256              | 40               | 18,5             | 45,1             | 42,0             | 85,1             | 2,9              | 0,9              | 0,4              | 0,2              | 7,4              | 49             | 0              | 10,4           | 40,4           | 36,1           | 100,0          | 1,4            | 0,4            | 0,1            | 0,1            | 3,4            |
| Наведите курсор мыши на аббревиатуры в заголовке таблицы, чтобы прочесть их расшифровку. |         |                  |                  |                  |                  |                  |                  |                  |                  |                  |                  |                  |                |                |                |                |                |                |                |                |                |                |                |

### Статистика в Джи-Лиге
| Сезон                                                                                    | Команда     | Регулярный сезон | Регулярный сезон | Регулярный сезон | Регулярный сезон | Регулярный сезон | Регулярный сезон | Регулярный сезон | Регулярный сезон | Регулярный сезон | Регулярный сезон | Регулярный сезон | Серия плей-офф | Серия плей-офф | Серия плей-офф | Серия плей-офф | Серия плей-офф | Серия плей-офф | Серия плей-офф | Серия плей-офф | Серия плей-офф | Серия плей-офф | Серия плей-офф |
| Сезон                                                                                    | Команда     | GP               | GS               | MPG              | FG%              | 3P%              | FT%              | RPG              | APG              | SPG              | BPG              | PPG              | GP             | GS             | MPG            | FG%            | 3P%            | FT%            | RPG            | APG            | SPG            | BPG            | PPG            |
| ---------------------------------------------------------------------------------------- | ----------- | ---------------- | ---------------- | ---------------- | ---------------- | ---------------- | ---------------- | ---------------- | ---------------- | ---------------- | ---------------- | ---------------- | -------------- | -------------- | -------------- | -------------- | -------------- | -------------- | -------------- | -------------- | -------------- | -------------- | -------------- |
| 2021/22                                                                                  | Мэн Селтикс | 23               | 20               | 34,3             | 47,0             | 41,9             | 85,2             | 5,7              | 2,6              | 1,0              | 0,5              | 18,8             | Не участвовал  | Не участвовал  | Не участвовал  | Не участвовал  | Не участвовал  | Не участвовал  | Не участвовал  | Не участвовал  | Не участвовал  | Не участвовал  | Не участвовал  |
|                                                                                          | Всего       | 23               | 20               | 34,3             | 47,0             | 41,9             | 85,2             | 5,7              | 2,6              | 1,0              | 0,5              | 18,8             | Не участвовал  | Не участвовал  | Не участвовал  | Не участвовал  | Не участвовал  | Не участвовал  | Не участвовал  | Не участвовал  | Не участвовал  | Не участвовал  | Не участвовал  |
| Наведите курсор мыши на аббревиатуры в заголовке таблицы, чтобы прочесть их расшифровку. |             |                  |                  |                  |                  |                  |                  |                  |                  |                  |                  |                  |                |                |                |                |                |                |                |                |                |                |                |

### Статистика в NCAA
| Сезон | Команда  | Conf     | Class    | GP  | GS  | MPG  | FG%  | 3P%  | FT%  | RPG | APG | SPG | BPG | PPG  |
| --- | -------- | -------- | -------- | --- | --- | ---- | ---- | ---- | ---- | --- | --- | --- | --- | ---- |
| 2016/17 | Маркетт  | Big East | FR       | 32  | 28  | 26,5 | 47,3 | 45,3 | 82,8 | 5,0 | 1,3 | 0,8 | 0,6 | 8,8  |
| 2017/18 | Маркетт  | Big East | SO       | 35  | 35  | 32,6 | 49,9 | 48,7 | 83,6 | 5,7 | 2,9 | 1,0 | 0,5 | 14,1 |
| 2018/19 | Маркетт  | Big East | JR       | 34  | 33  | 33,4 | 45,9 | 40,2 | 92,4 | 7,2 | 2,4 | 0,6 | 0,5 | 14,9 |
| 2020/21 | Виргиния | ACC      | SR       | 25  | 25  | 34,2 | 50,3 | 41,7 | 89,6 | 6,8 | 1,8 | 0,6 | 0,4 | 16,0 |
| Всего | Всего    | Всего    | Всего    | 126 | 121 | 31,6 | 48,3 | 43,9 | 88,0 | 6,1 | 2,1 | 0,8 | 0,5 | 13,3 |
| Маркетт | Маркетт  | Маркетт  | Маркетт  | 101 | 96  | 30,9 | 47,7 | 44,5 | 87,6 | 6,0 | 2,2 | 0,8 | 0,5 | 12,7 |
| Виргиния | Виргиния | Виргиния | Виргиния | 25  | 25  | 34,2 | 50,3 | 41,7 | 89,6 | 6,8 | 1,8 | 0,6 | 0,4 | 16,0 |
| Наведите курсор мыши на аббревиатуры в заголовке таблицы, чтобы прочесть их расшифровку Статистика приведена с сайта sports-reference.com |          |          |          |     |     |      |      |      |      |     |     |     |     |      |